# Płoty (gemeente)
De gemeente Płoty is een stad- en landgemeente in powiat Gryficki. Aangrenzende gemeenten:
- Brojce en Gryfice (powiat Gryficki)
- Nowogard (powiat Goleniowski)
- Golczewo (powiat Kamieński)
- Rymań (powiat Kołobrzeski)
- Resko (powiat Łobez)

Zetel van de gemeente is in de stad Płoty.
De gemeente beslaat 23,5% van de totale oppervlakte van de powiat.

## Demografie
Stand op 30 juni 2004:
| Omschrijving                   | Totaal | Totaal | Vrouwen | Vrouwen | Mannen | Mannen |
| ------------------------------ | ------ | ------ | ------- | ------- | ------ | ------ |
| eenheid                        | aantal | %      | aantal  | %       | aantal | %      |
| inwoners                       | 9214   | 100    | 4741    | 51,5    | 4473   | 48,5   |
| bevolkingsdichtheid (inw./km²) | 38,6   | 38,6   | 19,9    | 19,9    | 18,7   | 18,7   |

De gemeente heeft 15,1% van het aantal inwoners van de powiat. In 2002 bedroeg het gemiddelde inkomen per inwoner 2088,99 zł.

## Plaatsen
- Płoty (Duits Plathe, stad sinds 1277)

sołectwo:
- Czarne, Darszyce, Gostyń Łobeski, Karczewie, Kocierz, Krężel, Luciąża, Makowice, Mechowo, Modlimowo, Natolewice, Pniewo, Słudwia, Sowno, Truskolas, Wicimice, Wyszobór, Wyszogóra en Wytok.